# Poligono militare di Teulada
Il poligono militare di Teulada è stato istituito nel 1956 a seguito degli accordi NATO. Situata in prevalenza all'interno del territorio dell'omonimo comune nella provincia del Sud Sardegna, l'installazione militare Teulada, la seconda più grande d'Italia e d'Europa, occupa una superficie di circa 7200 ettari.
Da anni gli abitanti del luogo e comitati locali chiedono costantemente la chiusura della base, la bonifica delle aree inquinate e la restituzione delle aree alla comunità. Nel 2012 il senatore del Partito Democratico Gian Piero Scanu ha presentato una mozione per la chiusura della base.